# Vahana (taxi-drone)
Dimensions
Dimensions
Le Vahana est un prototype d'avion convertible à aile transversale qui se contrôle lui-même et un aéronef à décollage et atterrissage verticaux à moteurs électriques de 8 moteurs. Il est développé par le centre d'innovation A3 (« Acubed ») d'Airbus à San José, San Francisco Bay Area, Silicon Valley, West Coast aux États-Unis.

## Historique
Le projet Vahana (en sanskrit : « véhicule ») a commencé en 2016 comme l'un des premiers projets de A³, comme projets et partenariats avancés du groupe Airbus de la Silicon Valley. Airbus annonce qu'ils « imaginent que Vahana serait utilisé par les voyageurs utilisant quotidiennement les transports urbains comme les voitures ou les trains, et serait un substitut comparable dans les coûts pour le transport de courte distance ». En 2017, de petits modèles ont volé pour tester le concept Vahana à Santa Clara, Californie,,. Le directeur général d'Airbus de ce temps-là Thomas Enders a déclaré 2016 : « Je ne suis pas un grand fan de Star Wars, mais il n’est pas fou d'imaginer qu'un jour nos grandes villes auront des voitures volantes qui suivront des routes dans le ciel… »
En janvier 2019, le deuxième démonstrateur, Alpha Two, était complété. Le 3 mai, il réalise ses premières transitions complètes vers le vol vers l’avant, atteignant 170 km/h lors de son 58e vol. Airbus ne produira pas de versions en série de Vahana.
Le projet s'est terminé en décembre 2019 après son ultime vol d’essai le 14 novembre 2019, à Pendleton dans l’Oregon. En tout, 138 vols d’essai d’une durée totale de plus de 13 heures et une distance de 903 km ont été effectués. La durée de vol unique la plus longue était jusqu'alors de 19 minutes 56 secondes et la plus longue distance parcourue était de 50,24 km.

## Construction
L'avion a été conçu comme un «avion VTOL électrique à bas prix avec un passager qui peut être utile à un grand nombre de personnes». Des batteries supplémentaires sont prévues pour augmenter la portée. Les deux configurations les plus convaincantes sont l'hélicoptère électrique et une variante à huit pales. Les coûts d'électricité estimés sont de 0,1 euro par kWh. Pour les deux configurations, les estimations de performance de vol stationnaire ont été faites sur la base de la théorie des impulsions d'éléments de pale. À l'heure actuelle, la configuration de l'hélicoptère électrique à basse altitude est plus convaincante, tandis que la configuration avec des ailes basculantes est plus favorable pour les longues distances. Le projet Vahana est en cours et il est à espérer que la configuration de l'aile basculante électrique offrira des avantages supplémentaires tels que moins de bruit et une sécurité accrue pour la mobilité urbaine.
Quelques dessins et explications de Vahana peuvent être vus sous des SYSTÈMES ÉLECTRIQUES TOLÉRANTS AUX DÉFAILLANCES POUR AÉRONEF.
L’une des raisons pour lesquelles Vahana a été développé comme un avion autopiloté est qu’il n’y aurait pas eu suffisamment de pilotes humains en vue du nombre de vols prévus. Une autre raison est la charge utile plus élevée ainsi que l’économie sur les dépenses de main-d’œuvre. Contrairement à la conduite autonome terrestre, le vol autonome doit être piloté à une vitesse significativement plus élevée et en trois dimensions. Cela nécessite une vitesse de calcul plus importante ainsi que des capteurs et actionneurs très rapides. La navigation autonome est effectuée avec un système Lidar, ainsi que des caméras et des radars.

### Informations supplémentaires sur le poids
Pour les deux variantes de l'avion, la masse des batteries lithium-polymère est d'environ un tiers de la masse de départ et la charge utile de 113 kg. La densité de puissance d'une transmission par hélicoptère est estimée à 6,3 kW/kg. Dans les deux configurations, chacun prendra 15 kg pour les composants avioniques et 15 kg pour un siège résistant aux chocs. Les actionneurs électriques nécessitent chacun 0,65 kg (8 unités pour les hélicoptères et 12 unités pour les ailes inclinables). De plus, l'aile basculante a deux actionneurs (4 kg chacun). Un autre 10% prend du matériel et du matériel divers.

### Spécifications de performance
La puissance de croisière de l’aéronef à ailes basculantes est inférieure à la vitesse de croisière de l'hélicoptère électrique. Le processus de chargement pour les deux configurations est similaire à de nombreux hélicoptères légers existants. Le vol stationnaire de l'hélicoptère électrique est plus faible à courte portée que celui de la variante à voilure basculante.